# Horst Brunner (Geologe)
Horst Brunner (* 2. November 1942 in Nürnberg; † 9. Dezember 2000 in Erlenbach) war ein deutscher Geologe.
Brunner studierte Geologie in Stuttgart und wurde 1973 bei Manfred Gwinner promoviert (Stratigraphische und sedimentpetrographische Untersuchungen am Unteren Keuper im nördlichen Baden-Württemberg). Danach war er am Geologischen Landesamt in Stuttgart, wo er ab 1979 am Referat Landesaufnahme war und dieses ab 1995 leitete.
Er befasste sich insbesondere mit Stratigraphie und Faziesanalyse des Unteren Keupers (Lettenkeuper) und Gipskeupers. Außerdem befasste er sich mit Tektonik, Luftbildauswertung und war an mehreren geologischen Karten beteiligt.

## Schriften
- mit Gerhard H. Bachmann: Nordwürttemberg: Stuttgart, Heilbronn, und weitere Umgebung, Sammlung Geologischer Führer 90, Borntraeger 1998
- Zur Stratigraphie des Unteren Keupers (Lettenkeuper, Trias) im nordwestlichen Baden-Württemberg, Jahresberichte und Mitteilungen des Oberrheinischen Geologischen Vereins, Neue Folge, Band 62, 1980, S. 207–216